# Cacosis niger
Cacosis niger är en tvåvingeart som först beskrevs av Christian Rudolph Wilhelm Wiedemann 1819.  Cacosis niger ingår i släktet Cacosis och familjen vapenflugor. Inga underarter finns listade i Catalogue of Life.